# Kosovo nos Jogos Olímpicos de Verão de 2020
Kosovo participa dos Jogos Olímpicos de Verão de 2020 em Tóquio. Originalmente programados para ocorrerem de 24 de julho a 9 de agosto de 2020, os Jogos foram adiados para 23 de julho a 8 de agosto de 2021, por causa da pandemia COVID-19. Será a 2ª participação da nação nos Jogos Olímpicos de Verão desde sua estreia em 2016.

## Competidores
Abaixo está a lista do número de competidores nos Jogos.
| Esporte   | Masculino | Feminino | Total |
| --------- | --------- | -------- | ----- |
| Atletismo | 1         | 0        | 1     |
| Boxe      | 0         | 1        | 1     |
| Judô      | 1         | 4        | 5     |
| Lutas     | 1         | 0        | 1     |
| Natação   | 1         | 1        | 2     |
| Tiro      | 1         | 0        | 1     |
| Total     | 5         | 6        | 11    |

## Atletismo
Kosovo recebeu vaga de universalidade da World Athletics para enviar um atleta às Olimpíadas.
- Nota– As posições para os eventos de pista são em relação à bateria do atleta
- Q = Qualificado para a próxima fase
- q = Qualificado para a próxima fase como o perdedor mais rápido ou, em eventos de campo, pela posição sem atingir o alvo para qualificação
- NR = Recorde nacional
- N/A = Fase não aplicável para o evento
- Bye = Atleta não precisou disputar aquela fase

Eventos de pista e estrada
| Atleta       | Evento | Eliminatória | Eliminatória | Semifinal   | Semifinal   | Final       | Final       |
| Atleta       | Evento | Resultado    | Posição      | Resultado   | Posição     | Resultado   | Posição     |
| ------------ | ------ | ------------ | ------------ | ----------- | ----------- | ----------- | ----------- |
| Musa Hajdari | 800 m  | 1:48.96      | 8            | Não avançou | Não avançou | Não avançou | Não avançou |

## Boxe
Kosovo inscreveu uma boxeadora para o torneio olímpico após receber vagas da comissão tripartite. 
| Atleta         | Evento          | Fase de 32           | Oitavas-de-final     | Quartas-de-final     | Semifinais           | Final                | Final       |
| Atleta         | Evento          | Adversário Resultado | Adversário Resultado | Adversário Resultado | Adversário Resultado | Adversário Resultado | Posição     |
| -------------- | --------------- | -------------------- | -------------------- | -------------------- | -------------------- | -------------------- | ----------- |
| Donjeta Sadiku | -57 kg feminino | GBR Dubois D 5-0     | Não avançou          | Não avançou          | Não avançou          | Não avançou          | Não avançou |

## Judô
Kosovo inscreveu cinco judocas (um homem e quatro mulheres) para o torneio olímpico, baseado no Ranking Olímpico Individual da International Judo Federation.
Masculino
| Atleta       | Evento | Fase de 64              | Fase de 32             | Oitavas-de-final         | Quartas-de-final                      | Semifinais           | Repescagem                | Final / BM           | Final / BM  |
| Atleta       | Evento | Adversário Resultado    | Adversário Resultado   | Adversário Resultado     | Adversário Resultado                  | Adversário Resultado | Adversário Resultado      | Adversário Resultado | Posição     |
| ------------ | ------ | ----------------------- | ---------------------- | ------------------------ | ------------------------------------- | -------------------- | ------------------------- | -------------------- | ----------- |
| Akil Gjakova | –73 kg | YEM Ahmed Ayash V 10-00 | SUI Nils Stump V 11-00 | SWE Tommy Macias V 01-00 | MGL Tsend-Ochiryn Tsogtbaatar D 00-01 | Não avançou          | AZE Rustam Orujov D 00-01 | Não avançou          | Não avançou |

Feminino
| Atleta            | Evento | Fase de 32            | Oitavas-de-final                  | Quartas-de-final         | Semifinais                       | Repescagem           | Final / BM                       | Final / BM      |
| Atleta            | Evento | Adversária Resultado  | Adversária Resultado              | Adversária Resultado     | Adversária Resultado             | Adversária Resultado | Adversária Resultado             | Posição         |
| ----------------- | ------ | --------------------- | --------------------------------- | ------------------------ | -------------------------------- | -------------------- | -------------------------------- | --------------- |
| Distria Krasniqi  | –48 kg | Bye                   | BRA Gabriela Chibana V 10-00      | TPE Lin Chen-hao V 10-00 | MGL Urantsetseg Munkhbat V 01-00 | n/a                  | JPN Funa Tonaki V 01-00          | Medalha de ouro |
| Majlinda Kelmendi | –52 kg | HUN Réka Pupi D 00-01 | Não avançou                       | Não avançou              | Não avançou                      | Não avançou          | Não avançou                      | Não avançou     |
| Nora Gjakova      | –57 kg | Bye                   | NED Sanne Verhagen V 01-00        | SLO Kaja Kajzer V 11-00  | JPN Tsukasa Yoshida V 01-00      | n/a                  | FRA Sarah-Léonie Cysique V 10-00 | Medalha de ouro |
| Loriana Kuka      | –78 kg | Bye                   | ROC Aleksandra Babintseva D 00-01 | Não avançou              | Não avançou                      | Não avançou          | Não avançou                      | Não avançou     |

## Lutas
Kosovo qualificou um lutador para a disciplina livre masculino até 125 kg, após receber uma licença da United World Wrestling, após a desqualificação de dois lutadores por violação de doping. Esta será a estreia da nação no esporte.
Chave:
- VT (pontos de classificação: 5–0 ou 0–5) – Vitória por queda
- VB (pontos de classificação: 5–0 ou 0–5) – Vitória por lesão (VF por WO, VA por desistência ou desqualificação)
- PP (pontos de classificação: 3–1 ou 1–3) – Decisão por pontos – o perdedor com pontos técnicos.
- PO (pontos de classificação: 3–0 ou 0–3) – Decisão por pontos – o perdedor sem pontos técnicos.
- ST (pontos de classificação: 4–0 ou 0–4) – Grande superioridade – o perdedor sem pontos técnicos e uma margem de vitória de pelo menos 8 (Greco-Romana) ou 10 pontos (livre).
- SP (pontos de classificação: 4–1 ou 1–4) – Superioridade técnica – o perdedor com pontos técnicos e uma margem de vitória de pelo menos 8 (Greco-Romana) ou 10 pontos (livre).

Luta livre masculino
| Atleta      | Evento  | Oitavas de final     | Quartas de final     | Semifinal            | Repescagem           | Final / BM           | Final / BM |
| Atleta      | Evento  | Adversário Resultado | Adversário Resultado | Adversário Resultado | Adversário Resultado | Adversário Resultado | Posição    |
| ----------- | ------- | -------------------- | -------------------- | -------------------- | -------------------- | -------------------- | ---------- |
| Egzon Shala | −125 kg |                      |                      |                      |                      |                      |            |

## Natação
Kosovo recebeu convite de Universalidade da FINA para enviar seus nadadores de melhor ranking (um por gênero) para o respectivo evento individual nas Olimpíadas, baseado no Sistema de Pontos da FINA de 28 de junho de 2021. Será a estreia da nação no esporte.
| Atleta         | Evento                | Eliminatória | Eliminatória | Semifinal   | Semifinal   | Final       | Final       |
| Atleta         | Evento                | Tempo        | Posição      | Tempo       | Posição     | Tempo       | Posição     |
| -------------- | --------------------- | ------------ | ------------ | ----------- | ----------- | ----------- | ----------- |
| Olt Kondirolli | 100 m livre masculino | 54.33        | 64           | Não avançou | Não avançou | Não avançou | Não avançou |
| Eda Zeqiri     | 400 m livre feminino  | —            | —            | 4:38.02     | 24          | Não avançou | Não avançou |

## Tiro
Kosovo recebeu um convite da Comissão Tripartite para enviar um atirador da carabina para as Olimpíadas, contanto que tivesse atingido a marca de qualificação mínima (MQS).
| Drilon Ibrahimi | Carabina de ar 10 m masculino | 608.8 | 46 | Não avançou | Não avançou |
| Legenda de Qualificação: Q = Qualificado para a próxima fase; q = Qualificado para a medalha de bronze (espingarda) |                               |       |    |             |             |